# Melaku Belay
Pour les articles homonymes, voir Belay.
Melaku Belay (en amharique : መልኩ በላይ), né en 1980 à Addis-Abeba en Éthiopie, est un danseur traditionnel et chorégraphe éthiopien.

## Biographie
Melaku Belay naît à Addis-Abeba,. Selon les sources, il déclare maîtriser de trente à plus de quatre-vingts styles de danses traditionnelles de la corne de l'Afrique (Éthiopie, Érythrée, Ouest-Soudan, Nord-Somalie). En 2008, il reprend dans le quartier Mercato un club de musique et de danse (un « azemari bét ») nommé Fendika, dans lequel il se produisait depuis quelques années,, où il développe depuis un projet culturel multidisciplinaire (musique, danse, poésie, arts plastiques) reconnu jusqu'à l'international.
Sa reconnaissance internationale en Europe et en Amérique du Nord s'est faite lors de tournées réalisées aux côtés du saxophoniste Getatchew Mekurya, de la chanteuse Eténèsh Wassié, ou encore des groupes français Le Tigre (des platanes), américain Debo Band et néerlandais The Ex,,, en se produisant sur scène avec sa partenaire Zenash Tsegaye lors de danses « vibrantes » largement improvisées sur les rythmes des chansons.
Melaku Belay a été une des sources d'inspiration du titre Ethiopia paru sur l'album I'm with You des Red Hot Chili Peppers en 2011, qui résidèrent au Fendika en 2010 et s'y sont produits.
En 2011, il réalise la chorégraphie Ahun (signifiant « maintenant ») qu'il donne en première à l'Université d'Addis Abeba.

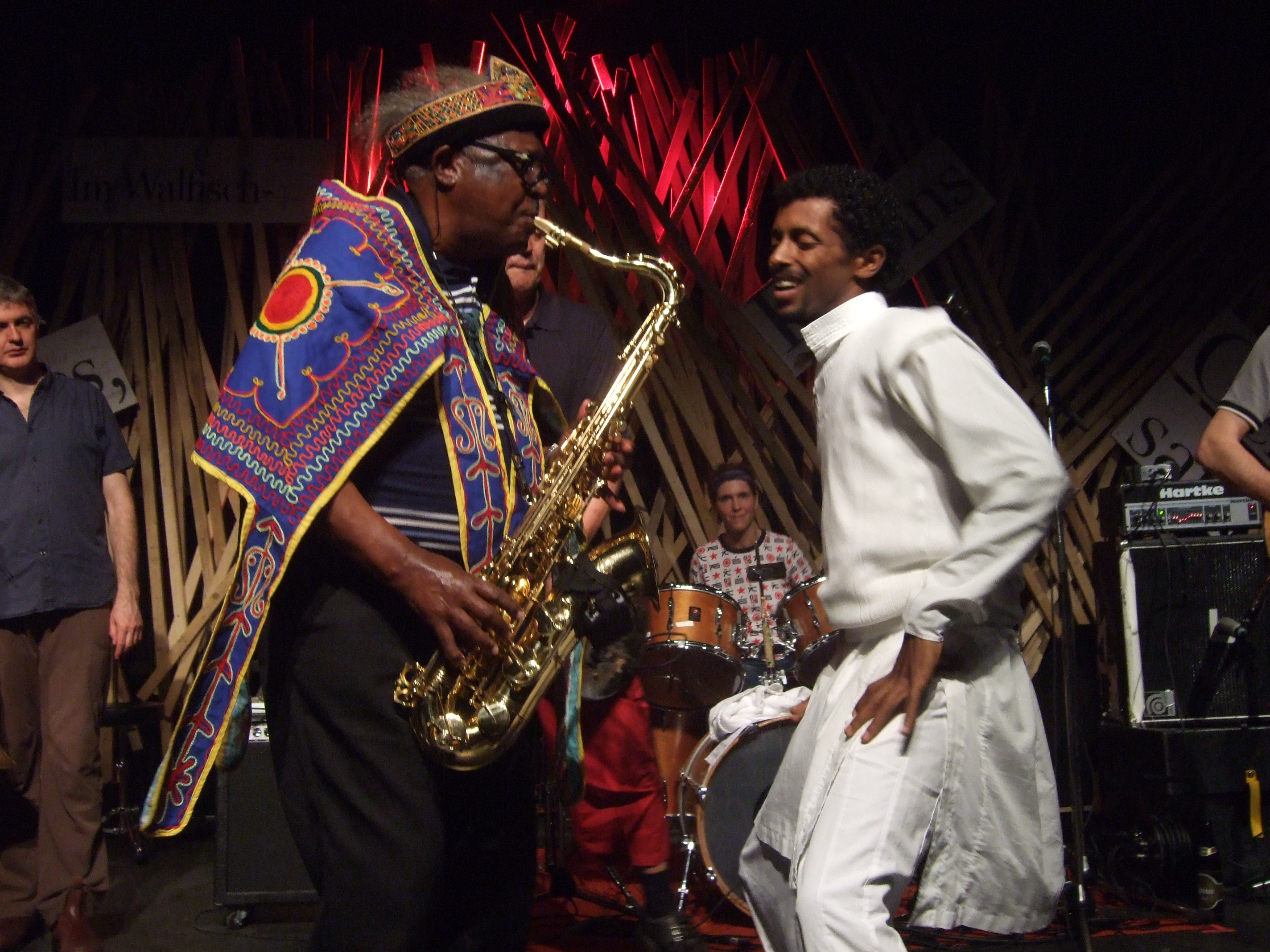
Melaku Belay et Getatchew Mekurya en 2008
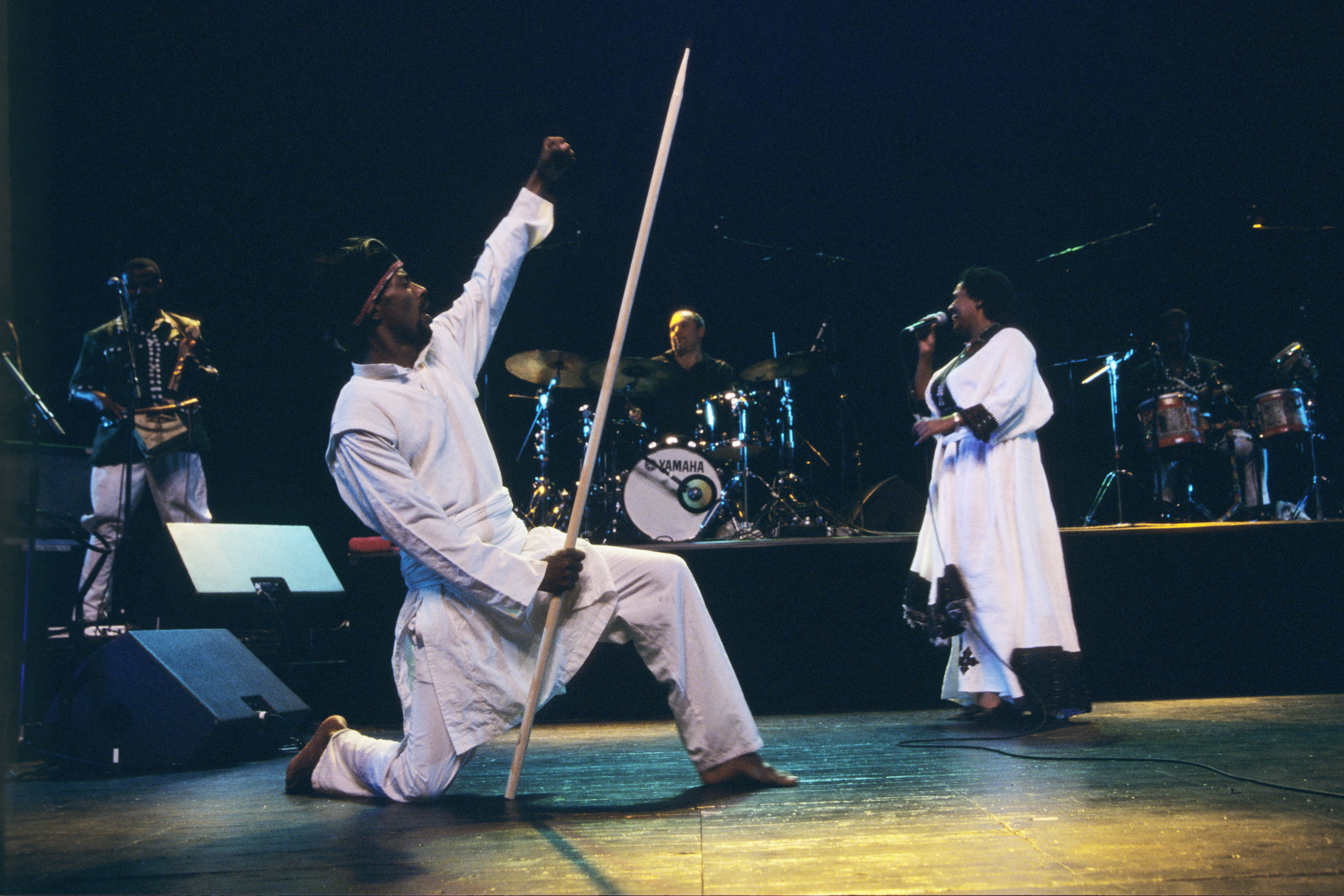
Melaku Belay et Eténèsh Wassié en 2009
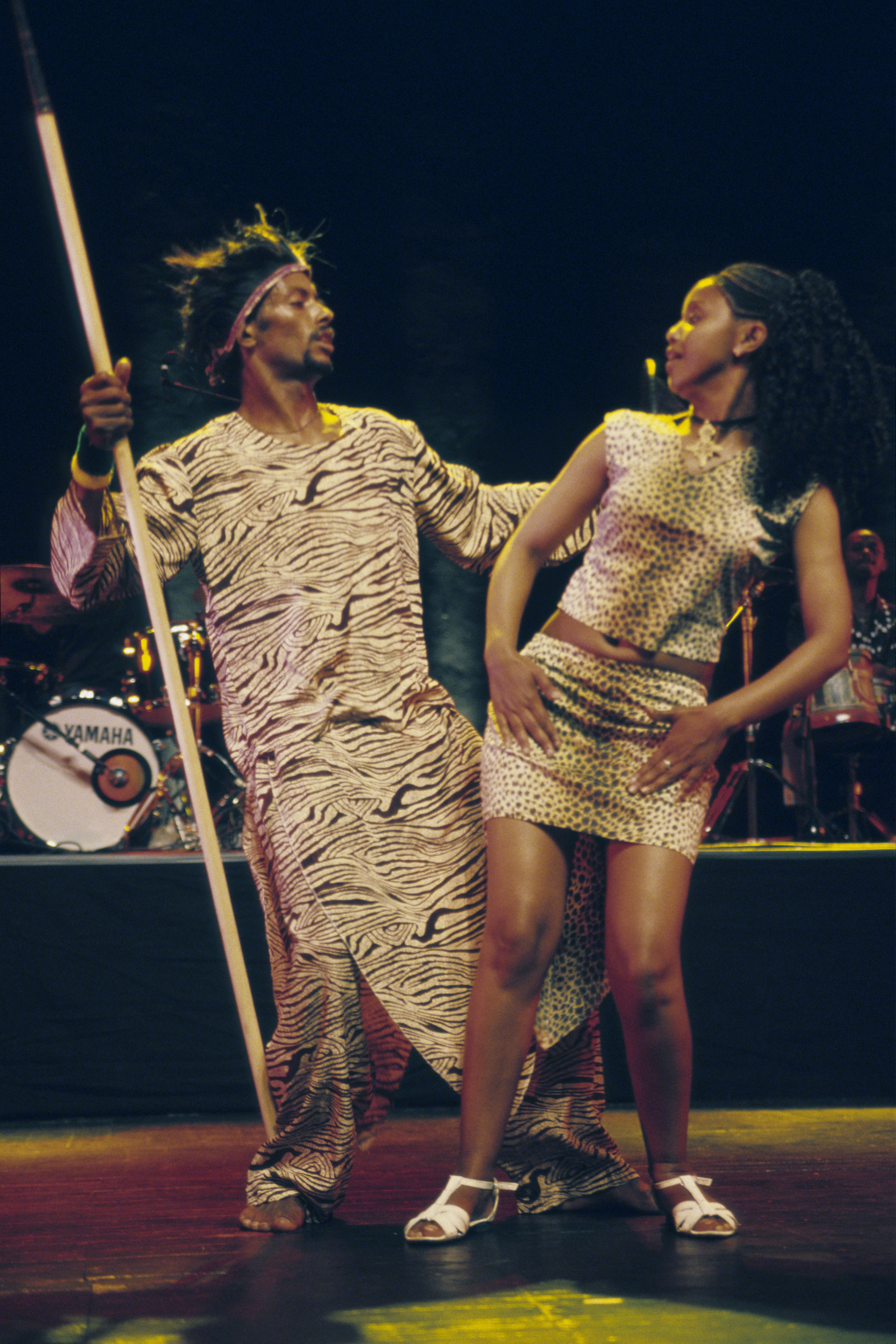
Melaku Belay et Zenash Tsegaye en 2009